# Koplin
Koplin (niem. Kopplinsthal) – kolonia sołecka w Polsce położona w województwie zachodniopomorskim, w powiecie choszczeńskim, w gminie Choszczno. W latach 1975–1998 miejscowość administracyjnie należała do województwa gorzowskiego. W roku 2007 kolonia liczyła 103 mieszkańców.
Wieś wchodząca w skład sołectwa: Rudniki.
Osada wchodząca w skład sołectwa: Stawin.
Kolonie wchodzące w skład sołectwa: Gostyczyn, Płoki, Szczepanka, Wysokie.

## Geografia
Kolonia leży ok. 500 m na południowy zachód od Choszczna, przy drodze wojewódzkiej nr 151.

## Toponimika nazwy
Nazwa folwarku, zarówno niemiecka, jak i polska, pochodzi od nazwiska piwowara Kopplina z Choszczna, który w latach 30. XIX wieku objął w posiadanie około 90 ha ziemi przy drodze zamęcińskiej. W 1837 roku właściciel folwarku wystąpił do władz o uznanie nazwy Kopplinsthal (pol. dolina Kopplina).

## Historia
Pierwsza wzmianka o Koplinie pojawiła się w 1837 r. Koplin to jeden z kilku XIX-wiecznych folwarków, założonych w latach 1833–1843 na gruntach miasta Choszczno. Do 1938 roku Koplin wchodził w skład powiatu choszczeńśkiego (Kreis Arnswalde), a po 1945 r. został rozparcelowany i przekształcony w wieś sołecką. Według mapy z 1890 r. był to niewielki folwark, rozlokowany po południowej stronie śródpolnej drogi, skomunikowanej od zachodu z szosą do Choszczna. W pierwszej dekadzie XX wieku powstała nowa zabudowa na froncie podwórza. Wzdłuż drogi dojazdowej ulokowano ciąg dwojaków z budynkami gospodarczymi. Według mapy z 1934 r. przy szosie do Choszczna znajdowała się cegielnia. Na wysokości folwarku wytyczona była linia kolejki wąskotorowej, prowadząca w kierunku cukrowni w Choszcznie. Od lat 70. XX wieku układ przestrzenny rozwinął się wzdłuż drogi wschód zachód oraz przy szosie do Choszczna. Po północno-wschodniej stronie osady wydzielono ogródki działkowe, z wewnętrznym układem dróg. Od lat 60. doszło do przebudowy podwórza folwarcznego i wymiany zabudowy. Po 1945 roku zlikwidowano cegielnię i linię kolejki wąskotorowej.